# Паскал (јединица)
Паскал (фр. pascal; симбол: Pa) је СИ јединица за притисак. Еквивалентан је једном њутну по квадратном метру. Јединица је названа по Блезу Паскалу, познатом француском математичару, физичару и филозофу. Користи се за квантификацију (одређивање величине) унутрашњег притиска, механичког напона, модула еластичности (Јанговог модула) и чврстоће затезања.  Износи 1 њутн по квадратном метру (1 N/m2).
Ранија мерна јединица за притисак била је стандардна атмосфера (ознака: atm). Првобитно је била дефинирана као притисак при којем висина живе у барометру износи 760 , or millibars, што је притисак ваздуха измерен при средњем нивоу мора на географској ширини Париза (45° северне географске ширине). Ова дефиниција зависи од густине живе, која такође зависи од притиска, тако да је из разлога прецизности измењена према паскалу и износи 101,325 kPa.

## Етимологија
Јединица је названа према презимену Блеза Паскала, научника заслужног за допринос на пољу хидродинамике и хидростатике и експериментирању са барометром. Назив јединице паскал је усвојен за величину њутн по квадратном метру (12) на XIV Генералној конференцији за тегове и мере 1971. године.

## Дефиниција
Јединица паскал се може изразити кориштењем основних мерних јединица и изведених мерних јединица:
{\displaystyle {\rm {1~Pa=1~{\frac {N}{m^{2}}}=1~{\frac {kg}{m\cdot s^{2}}}}}}
Где је N Њутн, m је метар, kg је килограм, а s је секунда.
Један паскал је притисак коју под правим углом врши сила од једног њутна на површину од једног квадратног метра.

## Стандардне јединице
Јединица мере која се зове атмосфера или стандардна атмосфера (atm) је 101325 Pa (101,325 kPa). Ова вредност се често користи као референтни притисак и као таква је наведена у неким националним и међународним стандардима, као што су ISO 2787 Међународне организације за стандардизацију (пнеуматски алати и компресори), ISO 2533 (ваздухопловство) и ISO 5024 (нафта). Насупрот томе, Међународна унија чисте и примењене хемије (IUPAC) препоручује употребу 100 kPa као стандардног притиска приликом извештавања о својствима супстанци.
Јуникод има наменске кодне тачке U+33A9 ㎩ square pa и U+33AA ㎪ square kpa у блоку CJK компатибилити, али оне постоје само за компатибилност уназад са неким старијим идеографским скуповима знакова и стога су застареле.

## Употребе
Паскал (Pa) или килопаскал (kPa) као јединица мерења притиска се широко користи широм света и у великој мери је заменио јединицу фунте по квадратном инчу (psi), осим у неким земљама које још увек користе империјални систем мерења или УС уобичајени систем, укључујући Сједињене Државе.
Геофизичари користе гигапаскал (GPa) у мерењу или израчунавању тектонских напона и притисака унутар Земље.
Медицинска еластографија неинвазивно мери крутост ткива ултразвуком или магнетном резонанцом, и често приказује Јангов модул или модул смицања ткива у килопаскалима.
У науци о материјалима и инжењерству, паскал мери крутост, затезну чврстоћу и компресивну чврстоћу материјала. У инжењерству мегапаскал (MPa) је пожељна јединица за ове употребе, јер паскал представља веома малу количину.
| Материјал        | Јангов модул (GPa) |
| ---------------- | ------------------ |
| Нилон 6          | 2–4                |
| Нит конопље      | 35                 |
| Алуминијум       | 69                 |
| Глеђ             | 83                 |
| Бакар            | 117                |
| Структурни челик | 200                |
| Дијамант         | 1220               |

Паскал је такође еквивалентан СИ јединици за густину енергије, џул по кубном метру. Ово се односи не само на термодинамику гасова под притиском, већ и на густину енергије електричних, магнетних и гравитационих поља.
Паскал се користи за мерење звучног притиска. Гласност је субјективни доживљај звучног притиска и мери се као ниво звучног притиска (SPL) на логаритамској скали звучног притиска у односу на неки референтни притисак. За звук у ваздуху, притисак од 20 μPa се сматра да је праг чујности за људе и уобичајен је референтни притисак, тако да је његов SPL нула.
Непропусност зграда се мери на 50 Pa.
У медицини, крвни притисак се мери у милиметрима живе (mmHg, веома близу једног тора). Нормалан крвни притисак одраслих је мањи од 120 mmHg систолног крвног притиска (SBP) и мањи од 80 mmHg дијастолног крвног притиска (DBP). Претварање mmHg у СИ јединице се врши на следећи начин: 1 mmHg = 0.13332 kPa. Стога је нормалан крвни притисак у СИ јединицама мањи од 16,0 kPa SBP и мањи од 10,7 kPa DBP. Ове вредности су сличне притиску воденог стуба просечне људске висине; тако да се притисак мора мерити на руци отприлике на нивоу срца.

### Хектопаскалске и милибарске јединице
Јединице за атмосферски притисак које су се раније обично користиле у метеорологији су биле бар, који је био близу просечног ваздушног притиска на Земљи, и милибар. Од увођења СИ јединица, метеоролози углавном мере притиске у хектопаскалима (hPa), једнаким 100 паскала или 1 милибар. Изузеци су Канада, која користи килопаскале (kPa). У многим другим областима науке преферирају се префикси који имају степен 1000, што искључује хектопаскал из употребе.
Многе земље такође користе милибаре. Практично у свим другим пољима, уместо тога се користи килопаскал (1000 паскала).

## Примери разних вредности (приближно)
(Видите СИ префикс за водич за јединице.)
| 0,5     | Атмосферски притисак на Плутону (веома груба цифра из 1988)                                                                      |
| 10      | Повећање притиска по једном mm воденог ступца¹                                                                                   |
| 1       | Атмосферски притисак на Марсу, ∼1% атмосферског притиска на висини мора на Земљи                                                 |
| 10      | Повећање притиска по једном метру воденог ступца¹, или пад ваздушног притиска када се иде од нивоа мора до 1000 надморске висине |
| 101,325 | Стандардни атмосферски притисак на нивоу мора Земље = 1013,25                                                                    |
| 100     | Притисак на дну Маријанског рова, око 10 испод површине океана                                                                   |
| 10      | Дијаманти се формирају |
| 100     | Теоријска сила затезања карбонских нанотуби                                                                                      |

¹на Земљиној површини

## Поређење са осталим јединицама притиска
1 
= 1 2 = 1 (kg·m/s2)/m² = 1 kg/m·s2
= 0,01 милибар
= 0,00001 бар
Иста јединица се користи за Јунгов модул еластичности и силу затезања
Стандардни атмосферски притисак је 
101.325  = 101,325  = 1.013,25  = 1.013,25  = 760 тора
односно поредећи друге јединице
1 bar = 100  = 6,894 PSI = 0,133 mmHg = 0,009806650 mmVs = 101,325 atm
Метеоролози широм света су дуго времена мерили ваздушни притисак милибарима. После увођења СИ јединица, многи су желели да очувају уобичајене бројке за притисак. Стога, метеоролози данас користе хектопаскале за ваздушни притисак, који су еквивалентни милибарима, док се слични притисци дају у килопаскалима у практично свим другим пољима, где се префикс хекто ретко икада и користи.
1 хектопаскал= 100  = 1 
1 килопаскал= 1,000 Pa = 10 
У бившем совјетском метар-тона-секунда систему јединица, јединица за притисак је пиезе, што је еквивалентно једном килопаскалу.
| 1 бар            | 100,000   |
| 1 милибар        | 100       |
| 1 атмосфера      | 101.325   |
| 1 mmHg (или Тор) | 133.332   |
| 1 инч            | 3,386.833 |

|        |                | бар               | техничка/физичка атмосфера | техничка/физичка атмосфера | тор             | фунтна-сила по квадратном инчу |
| 1      | ≡ 1 N/m²       | = 10−5 bar        | ≈ 10.2·10−6 at             | ≈ 9.87·10−6 atm            | ≈ 7.5·10−3 torr | ≈ 145·10−6 psi                 |
| 1      | = 100,000      | ≡ 106             | ≈ 1.02                     | ≈ 0.987                    | ≈ 750           | ≈ 14.504                       |
| 1 at   | = 98,066.5     | = 0.980665 bar    | ≡ 1 kgf/cm²                | ≈ 0.968 atm                | ≈ 736 torr      | ≈ 14.223 psi                   |
| 1 atm  | = 101,325      | = 1.01325 bar     | ≈ 1.033 at                 | ≡ p0                       | = 760 torr      | ≈ 14.696 psi                   |
| 1 torr | ≈ 133.322 Pa   | ≈ 1.333·10−3 bar  | ≈ 1.360·10−3 at            | ≈ 1.316·10−3 atm           | ≡ 1 Hg          | ≈ 19.337·10−3 psi              |
| 1 psi  | ≈ 6,894.757 Pa | ≈ 68.948·10−3 bar | ≈ 70.307·10−3 at           | ≈ 68.046·10−3 atm          | ≈ 51.7149 torr  | ≡ 1 lbf./in.²                  |